# Bowenite

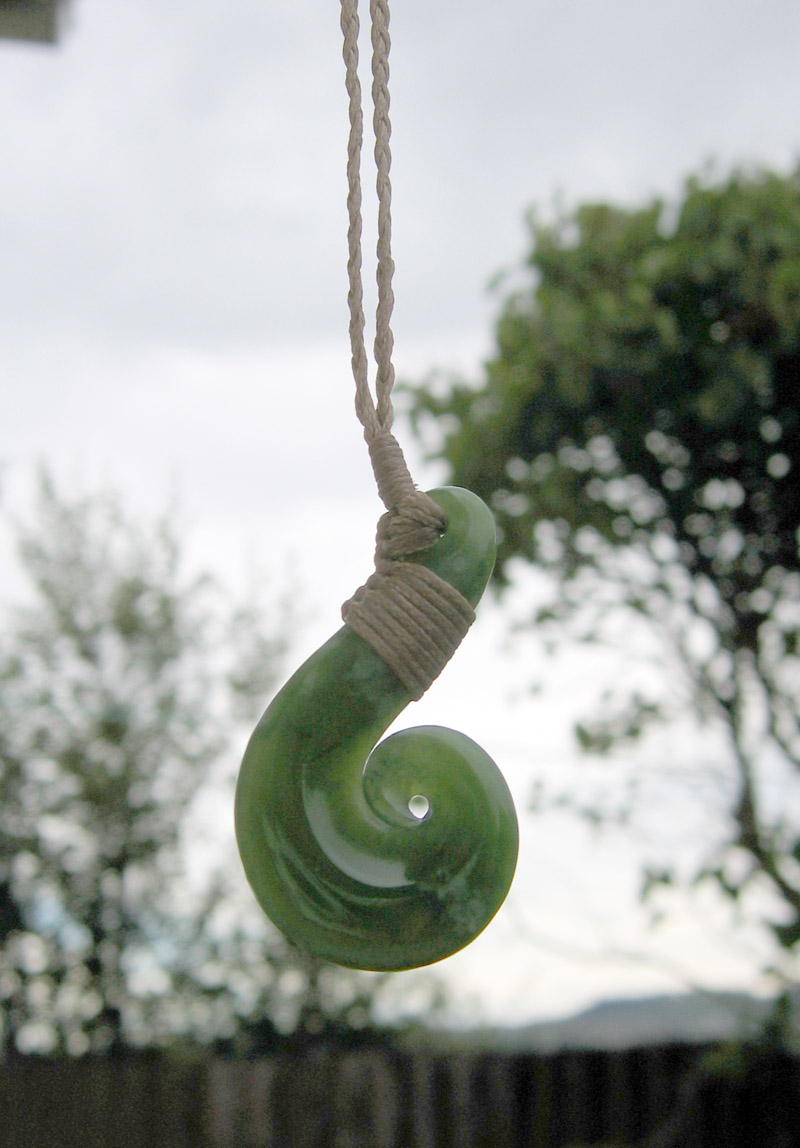
Pendente pounamu.

Bowenite (também bowenita) é uma variedade dura e compacta do mineral antigorite, uma espécie do subgrupo serpentina com fórmula química geral Mg3(OH)O4Si2O5. Classificado como pedra semi-preciosa, foi usado para confecionar ferramentas, armas e joias pelo povo Māori na Nova Zelândia e para joias pela casa parisiense Fabergé. Depósitos dste mineral ocorrem em vários lugares ao redor do mundo, incluindo o Afeganistão, a China, a Nova Zelândia, a África do Sul e várias regiões dos Estados Unidos. A coloração deste mineral varia de verde-escuro a verde-oliva claro e em tons que se aproximam do amarelo. A bowenite foi assim designada por James D. Dana, em 1850, em homenagem ao mineralogista George T. Bowen, que analisou aquele mineral em 1822. O nome «retinalite» é por vezes é aplicado à bowenite amarela. O mineral proveniente da Nova Zelândia é comercializado sob o nome de tangiwai.

## Descrição
Juntamente com o jade nefrítico o povo Māori classifica a bowenite como pounamu, que também é conhecida como greenstone (pedra-verde) e é de particular importância para os Ngāi Tahu iwi em cujas terras tradicionais na Ilha do Sul (South Island), da Nova Zelândia, são encontrados a maioria dos depósitos. Historicamente, foi usado para ferramentas, armas e ornamentos, embora o uso moderno seja limitado a jóias, como os amuletos hei-tiki.
Os depósitos da South Island são legalmente protegidos e a obtenção de material sem a permissão dos Ngāi Tahu levou a processos judiciais. Em 1992, o iwi Ngāi Tahu aprovou o Plano de Gestão de Recursos de Pounamu para administrar os depósitos deste recurso comercialmente valioso.
A bowenite é o mineral símbolo do estado de Rhode Island, nos Estados Unidos.
A maioria dos depósitos de bowenite são pequenos, embora um grande depósito tenha sido descoberto na África do Sul em 1989. Os depósitos na China estão na região de Suzhou, que produz artefactos, que também são conhecidos como jade de Suzhou, com elaborados desenhos em entalhe.